# Walter Thum

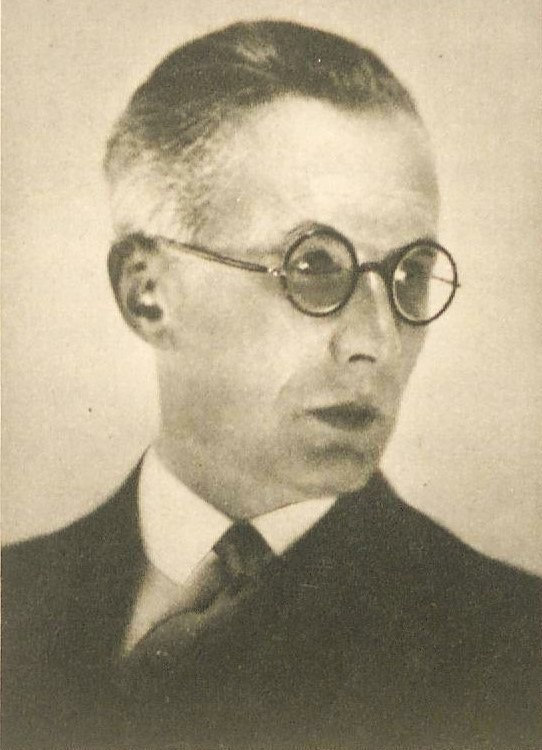
Dr. Walter Thum, Berliner Büroleiter des Dresdner Anzeigers, 1930. Porträtfoto von Yva (Else Simon).

Walter Thum (* 4. August 1888 in Dresden; † 2. Mai 1970 in Wiesbaden), selten auch: Walther Thum, war ein deutscher Journalist. Sein Autorenkürzel war „W. Th.“.

## Leben

### Herkunft, Familie und Ausbildung
Seine Eltern waren der Kaufmann Ernst Julius Thum und Emilie Pauline Thum, geborene Lorenz, welche zur Zeit seiner Geburt an der Königsbrücker Straße in Dresden-Neustadt lebten. Beide Eltern waren evangelisch-lutherischer Konfession. Er wurde evangelisch-lutherisch getauft. Er besuchte die 9. Bürgerschule (1895–1899) und die 1. städtische Realschule in Dresden-Johannstadt (1899–1905). Am Realgymnasium Dreikönigschule in Dresden-Neustadt erwarb er das Reifezeugnis zu Ostern 1908.
Ab Sommer 1908 studierte er Germanistik, Nationalökonomie und Geschichte, zunächst je ein Semester an der Philipps-Universität Marburg und der Technischen Hochschule Dresden, dann vier Semester bis 1911 an der Universität Leipzig. Dort wurde er zum Dr. phil. promoviert. Seine Gutachter waren die Geschichtsprofessoren Erich Brandenburg und Gerhard Seeliger. Die Doktorarbeit schrieb er 1911–1912 während einer Beschäftigung als Hauslehrer bei der Adelsfamilie von Plotho auf dem Rittergut Holdseelen bei Steesow und Lenzen an der Elbe. Seine Dissertation wurde im Mai 1912 angenommen. Die militärhistorische Forschungsarbeit fand auch international Beachtung und wird bis heute zitiert. In den Akten des Dresdner Hauptstaatsarchivs und Kriegsarchivs erforschte er, wie groß die Anteile von Landeskindern und Ausländern im sächsischen Heer im 17. Jahrhundert waren und kam zu dem Schluss, dass sich August der Starke sehr deutlich, in manchen Schlachten überwiegend auf nicht-sächsische Soldaten verließ. Die Arbeit erschien 1912 als Buch.
Im März 1915 heiratete Thum in Dresden-Blasewitz Konkordia Susanne Charlotte König.

### Journalistische Laufbahn
Im Januar 1914 wurde Thum Redakteur beim Dresdner Anzeiger, einer traditionsreichen, bürgerlichen, nationalliberal orientierten Tageszeitung. Bereits im Mai wurde er erster Nachtredakteur und Schlussredakteur. Sein Autorenkürzel war „W. Th.“ 1919 verließ er die Dresdner Zentralredaktion und wurde Mitglied der Berliner Außenredaktion. Als der Büroleiter Dr. Hermann Handke ausschied, übernahm Thum die Leitung, sein Stellvertreter wurde Alfred Gerigk. Arbeitsschwerpunkt der Berliner Vertretung war die Berichterstattung über die Reichspolitik, sächsische Angelegenheiten in Berlin und die preußische Politik. Thum, der Mitglied der Berliner Pressekonferenz war, konzentrierte sich auf Stimmungsbilder, Hintergründe und Kommentare, während die parlamentarischen Sitzungs- und Routineberichte aus Reichstag und Preußischem Landtag überwiegend vom Nachrichtenbüro des Vereins Deutscher Zeitungsverleger (VDZ) übernommen wurden.
Thum vertrat in Berlin nicht nur den Dresdner Anzeiger, sondern war auch Korrespondent für weitere Zeitungen, um 1930 etwa Breslauer Neueste Nachrichten, Hamburgischer Correspondent und Kasseler Neueste Nachrichten.
Im Januar 1928 übernahm Thum als Nebentätigkeit von Harry Richter die Herausgeberschaft des 1924 gegründeten Bulletin des Diplomatischen Archivs in Berlin –Unabhängiger Diplomatischer und Konsularischer Nachrichtendienst. Thum kürzte den Titel in Diplomatisches Bulletin – Diplomatischer und Konsularischer Nachrichten-Dienst. Die zweimonatliche erscheinende Zeitschrift meldete Personalveränderungen im diplomatischen und Konsularkorps und berichtete über gesellschaftliche Veranstaltungen. Seine Schwester, die spätere RIAS-Journalistin Lisa Thum (1902–1976), arbeitete an dieser Zeitschrift mit.
Thum engagierte sich in Berufsvereinigungen wie dem Reichsverband der Deutschen Presse (RDP) und dem Berliner Verband der Auswärtigen Presse (BVAP), in dem deutsche Inlandskorrespondenten von nicht in Berlin ansässigen Zeitungen zusammengeschlossen waren. Im Dezember 1931 wurde Thum als Nachfolger von Fritz Stein (Hamburger Fremdenblatt, B. Z. am Mittag) erster Vorsitzender des BVAP. Im Dezember 1932 wurde Thum bestätigt.
In den ersten Monaten des Nationalsozialismus 1933 versuchte Thum in seiner herausgehobenen Funktion als Verbandsfunktionär, mäßigend auf die Pressepolitik der NS-Regierung einzuwirken und sich vor angefeindete Kollegen zu stellen, die aus dem Beruf gedrängt werden sollten.
So hielt er am 6. April 1933 beim BVAP-Jahresempfang, der im Rundfunk übertragen wurde, vor Reichskanzler Adolf Hitler und Reichsminister Joseph Goebbels eine Rede, in der Thum „schwere Sorgen“ über die Veränderungen in der Zeitungslandschaft ausdrückte. Er bat, der bürgerlichen Presse Freiheiten zu erhalten, und appellierte an das Eigeninteresse des Regimes. Eine Zeitung sei für die Propaganda nur nützlich, wenn sie „von starkem inneren Eigenleben erfüllt“ sei. „Mit ein paar hundert Moniteurs kann kein Propagandaministerium der Welt etwas Rechtes anfangen“, und ohne Vertrauen der Leser könne es „auf diesem Instrument nicht mehr spielen“, wobei er eine frühere Formulierung von Goebbels aufgriff.
Am 30. April 1933 gab Thum gemeinsam mit Kurt Metger und Emil Dovifat auf dem Berliner RDP-Verbandstag eine Erklärung ab, die sich gegen das Vorhaben des neuen RDP-Vorsitzenden und NSDAP-Pressechefs Otto Dietrich positionierte, jüdische und oppositionelle Journalisten sofort auszuschließen. Die Abstimmung darüber verloren Thum, Metger und Dovifat haushoch, aber sie hatten ein mutiges Zeichen gesetzt.
Im Juni 1933 verlor Thum seinen BVAP-Vorsitz. Der Verband sollte nach dem Willen der Machthaber „unumschränkt in den Dienst der nationalen Erhebung gestellt werden“. Neuwahlen wurden erzwungen, jüdische und linke Mitglieder hinausgedrängt, der Rest unter Druck gesetzt. Der neue Vorstand bestand nur aus Nationalsozialisten und Nationalkonservativen, Thum wurde durch den NSDAP-Parteijournalisten Hans Graf Reischach ersetzt.
Thum passte sich an das Regime an, um seine Karriere fortzusetzen, und widersetzte sich der „Gleichschaltung“ der Presse nicht. Er durfte weiter als Berliner Korrespondent für Provinzzeitungen arbeiten, wobei sich sein Schwerpunkt nach Westdeutschland verschob. So schrieb er ab 1938 für die Zeno-Zeitungen (Münsterländische Volkszeitung u. a.) und das große Parteiblatt National-Zeitung im NSDAP-Gau Essen. Er ließ sich vom RMVP auf Posten in der provinziellen Berufsgerichtsbarkeit ernennen.
Über seine weitere berufliche Tätigkeit im Nationalsozialismus und im Nachkriegsdeutschland ist wenig bekannt. Unter anderem belebte er nach 1945 in West-Berlin das Diplomatische Bulletin wieder, das er bis 1964 führte.
Thum starb am 2. Mai 1970 in Wiesbaden. Er wurde auf dem Wiesbadener Nordfriedhof begraben.

## Werke (Auswahl)
- Thum, Walter. Die Rekrutierung der sächsischen Armee unter August dem Starken (1694–1733). Leipziger Historische Abhandlungen, Heft 29. Quelle & Meyer, Leipzig 1912. [Digitalisat SLUB Dresden]
- Thum, Walter. Die Rekrutierung der sächsischen Armee unter August dem Starken (1694–1733). Quelle & Meyer, Leipzig 1912. [Version: gedruckte Hochschulschrift mit Vita S.91] [Digitalisat HathtiTrust]